# Опсада Солуна (676—678)
Опсаду Солуна (676—678) извршила су околна словенска племена током прве арапске опсаде Цариграда. Опсада је завршена неуспехом, а прворазредан извор за овај догађај јесу "Чуда Светог Димитрија" непознатог аутора.

## Позадина
Словени се појављују на Дунавској граници Византијског царства већ у време владавине Јустинијана I (527—565). Током наредних неколико деценија они упадају у Тракију и Илирик, а понекад служе и као плаћеници у византијској војсци. Од 560-тих година словенске заједнице падају под власт Аварског каганата. Напади на Византију постају чешћи и масовнији и резултирају сталним насељавањем, поготово након што Авари успевају да заузму утврђене грчке градове. Царство губи контролу над деловима Балканског полуострва. Док су Византинци 580-тих година били заокупљени ратом на истоку против Персијанаца, Авари и Словени све дубље продиру на Балканско полуострво и допиру чак до јужне Грчке. Истовремено настају велика словенска насеља на полуострву. Након склапања мира са Персијом, цар Маврикије је низом контранапада успео да поврати територије које су у претходним деценијама заузели Словени и Авари, али је предах био краткотрајан. Након узурпације власти од стране Фоке 602. године и почетка новог рата са Персијом, Балкан је препуштен на милост и немилост Аварима, а Дунавска граница трајно је пробијена.
До 610-тих година Солун, други по величини град Византијског царства, био је окружен великим бројем словенских насеља што је, према византологу Џону Ван Антверп Фајну, претворио град у "грчко острво у словенском мору". Прва књига "Чуда Светог Димитрија" бележи покушаје Словена да заузму Солун већ у то време. Први напад словенског вође Ксацона десио се око 615. године, да би већ 617. године уследила прва неуспешна опсада Солуна од стране Авара и Словена. Средином 7. века на Балкану се стварају јаке политичке творевине које су Византинци називали Склавинијама. Констанс II је 658. године водио кампању у Тракији током које је многе Склавиније подвргао византијској власти и приликом чега је велики број Словена пресељен у Малу Азију.

## Увод у опсаду
Друга књига "Чуда Светог Димитрија" помиње извесног Пербунда, краља Ринхина, као моћног словенског владара који је познавао грчки језик и који је једно време живео у Солуну, па је чак носио византијску одећу. Према "Чудима Светог Димитрија", мир између Словена и Византинаца прекинут је онда када су Грци сазнали да Пербунд планира да нападне Солун. Епарх Солуна је о томе известио византијског цара који је наредио да се Пербунд ухапси. Епарх је извршио наређење, ухапсио Пербунда, оковао га и послао у Цариград.
Ринхини, заједно са Стримоњанима који су живели у суседној Стримонској долини, били су разјарени хапшењем Пербунда. Заједничка делегација словенских племена, укључујући и солунске изасланике, отишла је у византијски главни град да преговара са царем, према речима византолога Павла Лемерлеа, који илуструје веома блиске односе између Цариграда и варвара. Наводи "Чуда" јасно помињу кривицу Пербунда за коју је влада затражила помиловање, али не и ослобођење. Цар је обећао да ће ослободити Пербунда након завршетка рата са Персијанцима. Задовољни, изасланици су се вратили кућама. Пербунд је, међутим, успео да побегне захваљујући помоћи царског преводиоца који је био задужен за комуникацију са Словенима. Покренута је велика хајка на словенског вођу, а цар је упозорио званичнике Солуна да предузму мере за одбрану града од могуће опсаде, као и да допреме довољну количину хране. После четрдесет дана, Пербунд је пронађен сакривен на имању преводиоца код Бизија. Преводилац је погубљен, а Пербунд враћен у затвор у Цариград. После још једног неуспешног покушаја бекства, Пербунд је јавно објавио своју намеру да побуни словенска племена и заузме Солун. Након тог признања, он је погубљен.
По пријему вести о погубљењу Пербунда, Ринхини су подигли побуну, а убрзо су им се придружили и Стримоњани и још једно суседно племе, Сагудати. Многа суседна словенска племена нису се прикључила побуни, а неки, попут Велегезита, показали су се спремнима да пруже помоћ Грцима.

## Опсада Солуна
Коалиција словенских племена опсела је Солун, блокирајући га са копна. Стримоњанима је додељен север града, Ринхинима југ, Сагудатима запад. Похарана је околина града; сва стока је покрадена, пољопривреда заустављена, као и поморски саобраћај. Свако ко се одважио да напусти сигурност градских зидина био је убијен или заробљен. Историчар Флорин Курта каже да су Словени боље организовали ову опсаду него било коју до тада, са војском специјалних стрелаца и ратника наоружаним копљима, штитовима и мачевима.
Солун није могао очекивати озбиљнију помоћ цара који се морао суочити са арапском претњом, те због тога штедети снаге. Ситуација је била погоршана одлуком власти да продају део жита страним бродовима у луци један дан пре него што је опсада започела. Анонимни аутор "Чуда" критикује градске власти због похлепе и кратковидости, чија је последица избијање глади убрзо након почетка опсаде. Такође, Солуну је недостајала вода, а глад је изазвала велика страдања становништва, што је детаљно описано у "Чудима".
Ситуацију је донекле олакшао долазак помоћи коју је послао цар, од десет наоружаних бродова. То је било све што је цар могао да пружи опседнутим Солуњанима у ситуацији када је водио рат против Арабљана. Међутим, према аутору "Чуда", морнари су користили ситуацију да Солуњанима продају жито које су донели по врло високим ценама. Нове снаге нису успеле да деблокирају Солун. Скупштина града доноси одлуку да пошаљу десет бродова, заједно са свим могућим пловним објектима, Велегезитима, да покушају да добаве храну за опсађене. Словени су сазнали за ове намере и одлучили да искористе одсуство великог броја браниоца да нападну град. Они су затражили помоћ још једног племена, Драгувита, али је учешће ових Словена у опсади Солуна слабо познато. Словени су 25. јула започели одлучан напад на град.
Према аутору "Чуда", прва чудесна интервенција Светог Димитрија спасла је град тако што је навела Стримоњане да се зауставе у свом нападу и врате три километра даље од градских зидина. Прави разлог одступања није познат, али су као нападачи остали једино Ринхини и Сагудати. Током три дана (25-27. јул) Словени су извршили низ напада на градске зидине, али су одбијени, према "Чудима", уз помоћ самог Светог Димитрија који је више пута одбио нападе. Словени су 27. јула напустили опсаду и повукли се. Неколико дана касније се вратила експедиција која је из Тесалије донела пшеницу и сушено поврће. Словени су наставили блокаду града, упркос неуспешним нападима и опскрби храном. Њихови напади ишли су дуж егејске обале, чак до Мраморног мора.
Словенски напади трајали су све док цар, ослобођен рата са Арабљанима, није покренуо војску преко Тракије. У том тренутку су, према изворима, под Солуном били само Стримоњани. Стримоњани су припремили јак отпор, али су одлучно поражени од царске војске. Солуњани су опљачкали словенска насеља у потрази за храном. Цар је са собом понео и товар жита којим је нахранио Солуњане. Словени су затражили мировне преговоре, чији се исход у изворима не помиње.

## Хронологија
Како "Чуда" не садрже хронолошке податке, сем помињања "петог индикта", време опсаде Солуна дуго је било непознато науци. Многи историчари следили су став аустријског научника Тафела из 19. века који је догађаје везане за опсаду Солуна сместио у 634. годину. Међутим, византијски цар Ираклије (610—641) тада није био у Цариграду, нити је отпочео рат са Арабљанима. Хелена Бибеску и Халина Капесова предложиле су другачију хронологију. Пербунд би по њима био ухапшен 644. године, након чега је уследила двогодишња опсада Солуна. Царев контранапад падао би у 648/9. годину. Шарл Дил и други који су следили његово мишљење, идентификовали су потоњу кампању Констанса II у 657-8. годину. Хенри Грегори предложио је 692. годину као годину главних борби, али су Византинци и Арабљани склопили коначан мир годинама раније. Константин Јиречек и Франтишек Дворник идентификују опсаду са кампањом коју је покренуо Јустинијан II (685-695, 705-711), у 687/8. годину.
Хронологија која је данас углавном прихваћена установљена је од стране Паула Лемерлеа у критичком издању "Чуда Светог Димитрија". Она се ослања на бројне наводе: велико време које је протекло од претходних опсада, цара Јустинијана који сигурно није предводио поход, рат са Арабљанима који је окончан 662. године због Прве Фитне. Као резултат његовог поступка, остале су године 676-677. када се Царство, под Константином IV (668—685) суочило да опсадом Цариграда (674—678) коју су извели Умајади. Пети индикт одговара оваквој хронологији. Пербунд би био ухапшен почетком 676. године, а опсада отпочела на лето исте године и кулминирала великим нападом на Солун јула 677. године. Опсада је окончана на лето 678. године, након што је пропала и арапска опсада Цариграда.